# Ludwig Lavater

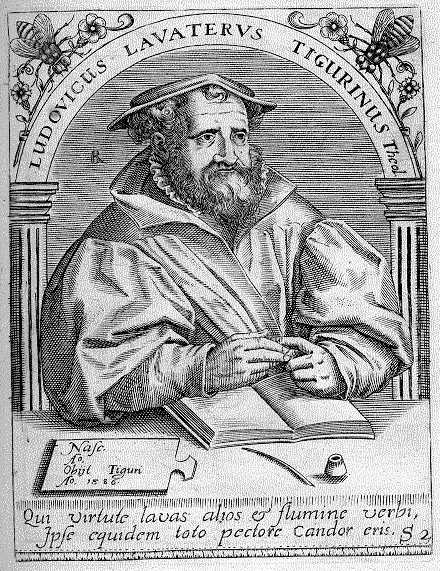
Ludwig Lavater

Ludwig Lavater (* 4. März 1527 auf Schloss Kyburg; † 15. Juli 1586 in Zürich) war ein Schweizer reformierter Theologe und Geistlicher, zuletzt Antistes der Zürcher Kirche.

## Werdegang
Lavater, ein Sohn des Landvogts und späteren Zürcher Bürgermeisters Hans Rudolf Lavater (1496/97–1557), besuchte ab 1538 die Klosterschule in Kappel und studierte später in Straßburg, Paris und Lausanne. 1550 wurde er als Archidiakon an das Grossmünster in Zürich berufen und heiratete im selben Jahr Margaretha die Tochter Heinrich Bullingers. Im Dezember 1585 wurde er zum Pfarrer am Grossmünster befördert, womit das Amt des Antistes der Zürcher Kirche verbunden war.
Aufgrund seiner kurzen Amtszeit konnte Lavater kaum kirchenpolitische Akzente setzen, wurde aber als Verfasser und Übersetzer theologischer Schriften bekannt. Sein „Gespensterbuch“ (zuerst 1569), in welchem er den Standpunkt der reformierten Theologie zu Spukphänomenen ausführt, erlebte 19 Auflagen und wurde in mehrere Sprachen übersetzt.
Seine Tochter Anna († 1612) war mit dem Theologen Rudolf Hospinian verheiratet.

## Schriften (Auswahl)
- De ritibus et institutis ecclesiae Tigurinae. 1559 (Neuausg.: Die Gebräuche und Einrichtungen der Zürcher Kirche. Zürich: Theologischer Verlag 1987 ISBN 3-290-11590-9)
- Von Gespänsten, Unghüren und anderen wunderbaren Dingen... 1569. Erstausgabe bei Froschauer, Zürich Digitalisat. Weitere Ausgaben in lateinischer, französischer, englischer und niederländischer Sprache. Digitalisat der deutschen Ausgabe von 1670

## Lavaters Gespensterbuch von 1569
Mit dem so genannten Gespensterbuch von 1569 schrieb der Zürcher Theologe einen Bestseller seiner Zeit. In diesem Buch fasst Lavater den reformierten Standpunkt zum Thema der Gespenster konzis zusammen und gibt seiner Leserschaft konkrete Anweisungen, wie Spukphänomene zu deuten und zu bewältigen seien. Basierend auf unterschiedlichen theologischen Argumenten hält er fest, dass es sich bei Spukphänomenen nicht um die Erscheinung verstorbener Menschen handeln könne, sondern um den Teufel, der die Lebenden im Auftrag Gottes versuchen oder für ihre Sünden bestrafen wolle. Aus diesem Grund seien jegliche Interaktionen mit den Geistern in Form von Befragungen, Schutz- und Abwehrhandlungen bzw. Exorzismen untersagt. Wer von Gespenstern heimgesucht werde, soll Buße leisten und inbrünstig zu Gott beten. Sein Buch wurde im 16. und 17. Jahrhundert 19 Mal gedruckt und ins Lateinische, Französische, Englische und Niederländische übersetzt.